# Алжир (вилайет)
Алжи́р (араб. ولاية الجزائر, Эль-Джезаир‎) — вилайет в Алжире, одноимённый своему центру, городу Алжир, который также является столицей страны.
Создан из французского департамента. Включает столичный город Алжир, другие города, сельские населенные пункты. По данным последней переписи (14.04.2008) население вилайета составляет 2 988 145 человек, в том числе только в столице проживают 2 364 230 человек.

## Административное деление
Вилайет Алжир разделен на 13 округов и 57 коммун.

### Округа

Округа вилайета Алжир.

| № на карте | Округ                            | Число коммун | Население, чел. (2008) |
| ---------- | -------------------------------- | ------------ | ---------------------- |
| 1          | Зеральда (Zéralda)               | 5            | 144 475                |
| 2          | Шерага (Chéraga)                 | 5            | 235 991                |
| 3          | Дрария (Draria)                  | 5            | 193 875                |
| 4          | Бир-Мурад-Райс (Bir Mourad Raïs) | 5            | 329 164                |
| 5          | Биртута (Birtouta)               | 3            | 66 428                 |
| 6          | Бузарея (Bouzareah)              | 4            | 186 158                |
| 7          | Баб-эль-Уед (Bab El Oued)        | 5            | 219 962                |
| 8          | Сиди-Мухамед (Sidi M'Hamed)      | 4            | 206 528                |
| 9          | Хуссеин-Дей (Hussein Dey)        | 4            | 220 909                |
| 10         | Эль-Харраш (El Harrach)          | 4            | 245 881                |
| 11         | Бараки (Baraki)                  | 3            | 273 232                |
| 12         | Дар-эль-Бейда (Dar El Beïda)     | 7            | 490 540                |
| 13         | Руйба (Rouïba)                   | 3            | 175 001                |

## Окрестности
В этой вилайе есть несколько жилых и экономических районов, таких как:

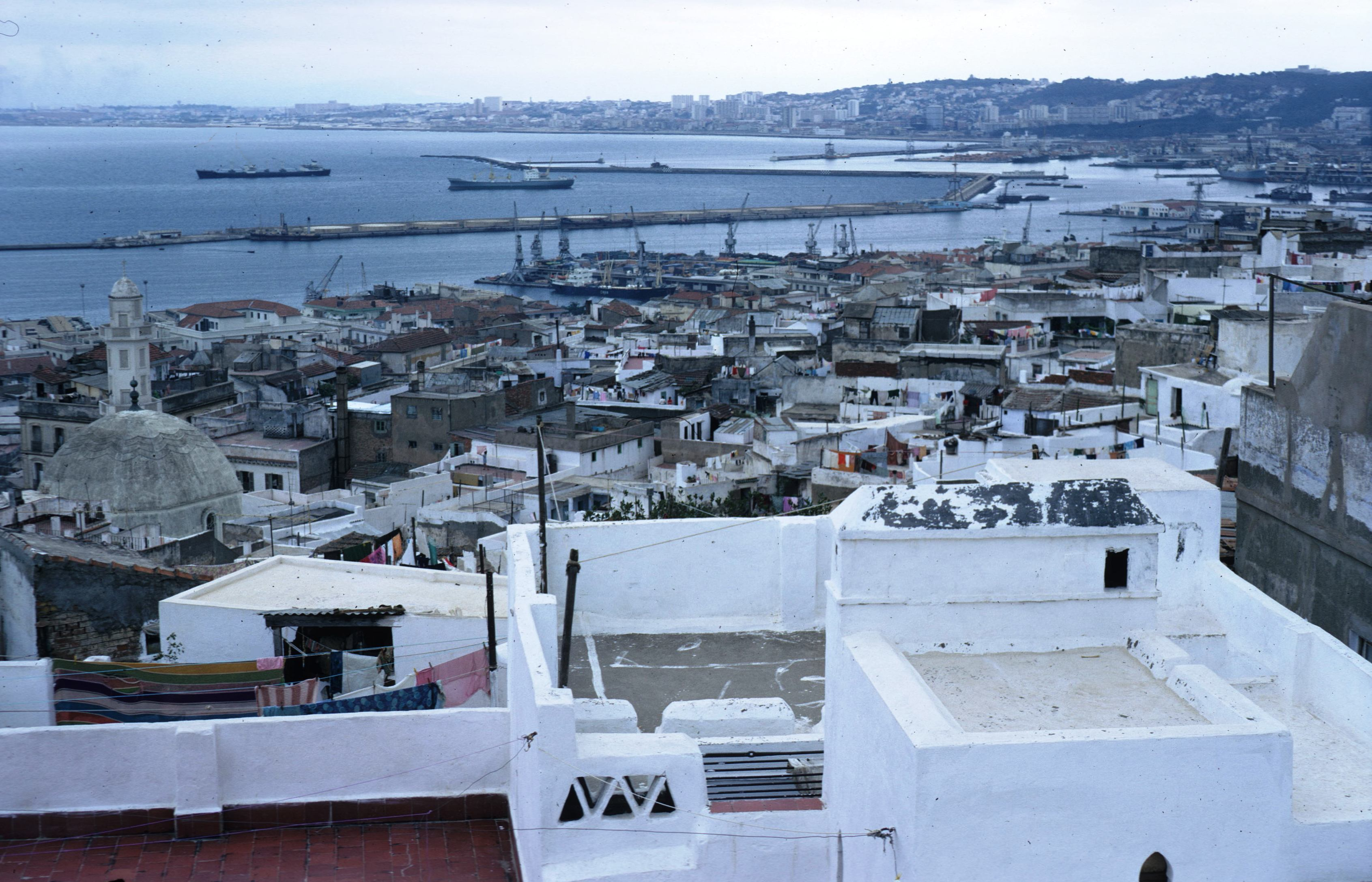
Старая Касба в Алжире
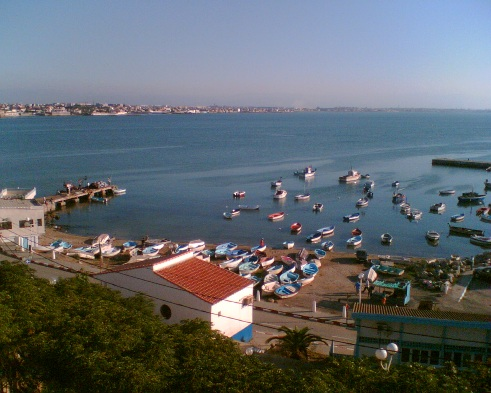
Таменфуст
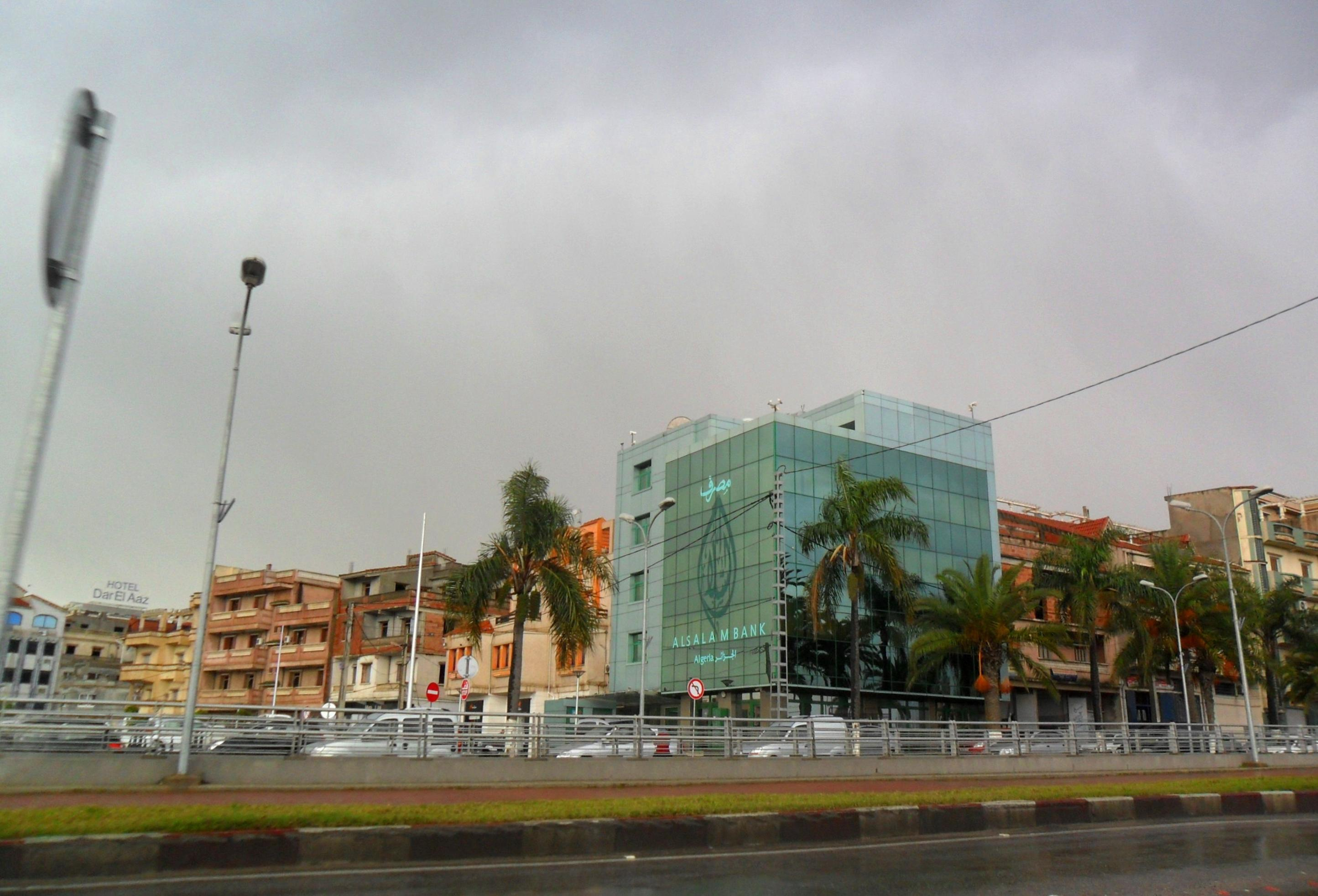
Яхья Боссехаки